# Christian Nerlinger
Christian Nerlinger (ur. 21 marca 1973 w Dortmundzie) – niemiecki piłkarz, występował na pozycji pomocnika.

## Kariera klubowa
Nerlinger jako junior grał w klubach TSV Forstenried i Bayern Monachium, do którego trafił w 1985 roku. Do pierwszej drużyny Bayernu został przesunięty przed rozpoczęciem sezonu 1993/94. W Bundeslidze zadebiutował 7 sierpnia 1993 w wygranym przez jego zespół 3-1 pojedynku z SC Freiburgiem. Natomiast pierwszego gola w zawodowej karierze strzelił 22 sierpnia 1993 w spotkaniu z Dynamem Drezno, wygranym przez Bayern 5-0. Na koniec sezonu zajął z klubem pierwsze miejsce w lidze i został mistrzem Niemiec. Na kolejny sukces czekał z Bawarczykami do 1996 roku, kiedy to triumfowali w Pucharze UEFA, a także zostali wicemistrzem Niemiec. Rok później zwyciężyli w rozgrywkach ligi niemieckiej oraz Pucharu Ligi, a w 1998 w Pucharze Niemiec. W tym samym roku zostali także wicemistrzem Niemiec. Łącznie w barwach Bayernu Nerlinger wystąpił 156 razy i zdobył 27 bramek.
W 1998 roku przeszedł do Borussii Dortmund. Pierwszy występ zanotował tam 14 sierpnia 1998 w przegranym przez Borussię 1-2 ligowym pojedynku z VfB Stuttgart. Na Westfalenstadion spędził trzy lata. W tym czasie zagrał tam 59 razy i strzelił dwa gole, a jego najlepszym miejscem zajętym z klubem w Bundeslidze, było trzecie w sezonie 2000/01.
W 2001 roku odszedł do szkockiego Rangers F.C., grającego w ekstraklasie. Zadebiutował tam 27 lipca 2001 w wygranym przez jego zespół 3-0 ligowym spotkaniu z Aberdeen F.C. W tamtym meczu strzelił także gola. Nie wywalczył tam jednak sobie miejsce w pierwszym składzie i był głównie rezerwowym. W pierwszym sezonie zdobył z klubem Puchar Szkocji i Puchar Ligi Szkockiej. Rok później Rangersi ponownie sięgnęli po te trofea, a dodatkowo po wygraniu rozgrywek Scottish Premier League, zostali mistrzem Szkocji. Łącznie rozegrał tam 25 spotkań i zdobył dwie bramki.
W 2004 roku powrócił do Niemiec, a konkretnie do 1. FC Kaiserslautern. Z powodu przewlekłej kontuzji rzadko grywał tam w pierwszym zespole, przez półtora roku gry na Fritz Walter Stadion, zaliczając dziewięć meczów.
W grudniu 2005 roku postanowił zakończyć karierę.

## Kariera reprezentacyjna
Nerlinger jest byłym reprezentantem Niemiec. W drużynie narodowej zadebiutował 5 września 1998 w zremisowanym 1-1, towarzyskim spotkaniu z Rumunią. W tamtym meczu strzelił jedynego gola dla Niemców. Łącznie w reprezentacji rozegrał sześć spotkań i zdobył jedną bramkę.